# Sara Ortega Martínez de Santos
Sara Ortega Martínez de Santos (Vitoria, 1994) es una jugadora de baloncesto española.

## Biografía
Sara Ortega Martínez de Santos nació en Vitoria en 1994. Es hija del exjugador de baloncesto del Baskonia Alberto Ortega y de la exjugadora de baloncesto del Vitoria, Eva Sara Martínez de Santos.

## Trayectoria
Jugó desde niña a baloncesto, y desde los 13 años en Araski AES.  Pasó un cáncer (linfoma) en 2015. Se recuperó y regresó a jugar posteriormente.
Mide 1,78 metros de altura, y juega en la posición de Escolta..
Fue "Embajadora de la Ciudad" de Vitoria, junto a Xabier Añùa,  en 2019:  "Vitoria-Gasteiz Basket Capital": se celebró allí la Copa de la Reina de baloncesto femenino y Final Four de baloncesto masculino.

## Clubs
- 2015-2016: Delegada de Equipo Araski AES, L.F.2. Ascenso a Liga Femenina.[4]
- 2016-2018: Primera Nacional en Araski AES, Vitoria.[4]
- 2020-2021: H.G.B. Ausarta, Barakaldo, L.F.-2.[6]